# Верола
Верола  (рос. Верола) — присілок у Кіровському районі Ленінградської області Російської Федерації.
Населення становить 3 особи. Належить до муніципального утворення Суховське сільське поселення.

## Географія
Населений пункт розташований на східній околиці міста Санкт-Петербурга.

## Історія
Згідно із законом від 29 листопада 2004 року № 100-оз належить до муніципального утворення Суховське сільське поселення.

## Населення
| 2007 | 2010 | 2017 |
| ---- | ---- | ---- |
| 3    | →3   | →3   |